# Dragan Talajić
Dragan Talajić (Sarajevo, 25 agosto 1965) è un allenatore di calcio ed ex calciatore croato, di ruolo portiere, attuale commissario tecnico della nazionale bahreinita.

## Statistiche

### Statistiche da allenatore

#### Nazionale bahreinita
| Squadra | Naz                | dal              | al        | Record | Record | Record | Record     | Record | Record | Record |       |
| G       | V                  | N                | P         | GF     | GS     | DR     | Vittorie % |        |        |        |       |
| ------- | ------------------ | ---------------- | --------- | ------ | ------ | ------ | ---------- | ------ | ------ | ------ | ----- |
| Bahrein | Bahrein (bandiera) | 22 febbraio 2024 | in carica | 8      | 3      | 4      | 1          | 12     | 8      | +4     | 37,50 |

#### Panchine da commissario tecnico della nazionale bahreinita
| Cronologia completa delle presenze e delle reti in nazionale ― Bahrein | Cronologia completa delle presenze e delle reti in nazionale ― Bahrein | Cronologia completa delle presenze e delle reti in nazionale ― Bahrein | Cronologia completa delle presenze e delle reti in nazionale ― Bahrein | Cronologia completa delle presenze e delle reti in nazionale ― Bahrein | Cronologia completa delle presenze e delle reti in nazionale ― Bahrein | Cronologia completa delle presenze e delle reti in nazionale ― Bahrein       | Cronologia completa delle presenze e delle reti in nazionale ― Bahrein |
| Data                                                                   | Città                                                                  | In casa                                                                | Risultato                                                              | Ospiti                                                                 | Competizione                                                           | Reti                                                                         | Note                                                                   |
| ---------------------------------------------------------------------- | ---------------------------------------------------------------------- | ---------------------------------------------------------------------- | ---------------------------------------------------------------------- | ---------------------------------------------------------------------- | ---------------------------------------------------------------------- | ---------------------------------------------------------------------------- | ---------------------------------------------------------------------- |
| 21-3-2024                                                              | Kathmandu                                                              | Nepal                                                                  | 0 – 5                                                                  | Bahrein                                                                | Qual. Mondiali 2026                                                    | Mahdi Al-Humaidan Sayed Baqer Ali Madan Ibrahim Al Khatal Ismaeel Abdullatif | Cap: S.Jaffar                                                          |
| 26-3-2024                                                              | Riffa                                                                  | Bahrein                                                                | 3 – 0                                                                  | Nepal                                                                  | Qual. Mondiali 2026                                                    | Sayed Baqer Abdulla Yusuf Helal (rig.) Komail Al Aswad                       | Cap: Yousef                                                            |
| 6-6-2024                                                               | Riffa                                                                  | Bahrein                                                                | 0 – 0                                                                  | Yemen                                                                  | Qual. Mondiali 2026                                                    | -                                                                            | Cap: W.Al Hayam                                                        |
| 11-6-2024                                                              | Dubai                                                                  | Emirati Arabi Uniti                                                    | 1 – 1                                                                  | Bahrein                                                                | Qual. Mondiali 2026                                                    | Mahdi Hasan                                                                  | Cap: S.Dhiya                                                           |
| 5-9-2024                                                               | Gold Coast                                                             | Australia                                                              | 0 – 1                                                                  | Bahrein                                                                | Qual. Mondiali 2026                                                    | autorete                                                                     | Cap: K.Al Aswad                                                        |
| 10-9-2024                                                              | Riffa                                                                  | Bahrein                                                                | 0 – 5                                                                  | Giappone                                                               | Qual. Mondiali 2026                                                    | -                                                                            | Cap: K.Al Aswad                                                        |
| 10-10-2024                                                             | Riffa                                                                  | Bahrein                                                                | 2 – 2                                                                  | Indonesia                                                              | Qual. Mondiali 2026                                                    | 2 Mohamed Marhoon                                                            | Cap: W.Al Hayam                                                        |
| 15-10-2024                                                             | Jeddah                                                                 | Arabia Saudita                                                         | 0 – 0                                                                  | Bahrein                                                                | Qual. Mondiali 2026                                                    | -                                                                            | Cap: S.Dhiya                                                           |
| Totale                                                                 |                                                                        | Presenze                                                               | 8                                                                      |                                                                        | Reti                                                                   | 12                                                                           |                                                                        |

## Palmarès

### Allenatore

#### Competizioni nazionali
- Jordan League: 1

Al-Wehdat: 2010-2011
- Coppa di Giordania: 1

Al-Wehdat: 2010-2011
- Kuwait Federation Cup: 1

Al-Kuwait: 2011-2012

#### Competizioni internazionali
- AFC Champions League: 1

Al-Ittihād: 2004